# Абу Ібрагім аль-Гашемі аль-Кураші
Абу Ібрагім аль-Гашемі аль-Кураші (не раніше 1 жовтня 1976 і не пізніше 5 жовтня 1976 , Мосул  — 3 лютого 2022 , Atmed, Ідліб ) — халіф Ісламської Держави. Його призначення Радою шури було оголошено 31 жовтня 2019 року, менш ніж через тиждень після смерті Абу Бакра аль-Багдаді — першого халіфа ІД.

## Ім'я та особистість
Мало що відомо про аль-Гашемі, але його нісба аль-Кураші перекладається як «з курайшитів» і передбачає, що він, як і аль-Багдаді, зводить свій родовід до племені Магомета. Вважається, що ім'я аль-Гашемі — псевдонім, а його справжнє ім'я невідоме. З усім тим 1 листопада 2019 року президент Сполучених Штатів Дональд Трамп заявив в соціальних мережах, що уряд Сполучених Штатів встановив справжню особистість аль-Гашемі.

## Кар'єра
Згідно з офіційними даними ІД, аль-Гашемі є ветераном боротьби проти західних народів, будучи релігійно освіченим і досвідченим полководцем. Його описали як «ученого, робочого, шанувальника», «визначну фігуру в джихаді» та «еміра війни».

### Лідер ІД
Менш ніж через тиждень після смерті Абу Бакра аль-Багдаді аль-Гашемі був обраний Радою шури новим халіфом ІД що вказує на те, що організація як і раніше вважає себе халіфатом, незважаючи на те, що втратила всю свою територію в Іраку і Сирії.